# Судьин, Александр Сергеевич
Александр Сергеевич Судьин (род. 2 августа 1950, Балхаш, Карагандинская область) — казахстанский государственный и политический деятель. Руководитель Аппарата Сената Парламента Республики Казахстан (2013—2016).

## Биография
Родился 2 июля 1950 года в городе Балхаш Карагандинской области.
В 1973 году окончил Казахский политехнический институт по специальности «инженер-электрик».
В 1990 году окончил Алма-Атинскую высшую партийную школу по специальности «политолог».

## Трудовая деятельность
С 1967 по 1968 годы — Электрослесарь Джезказганского ГМК.
С 1973 по 1976 годы — Инженер, старший инженер Казахского отделения Всесоюзного научно-исследовательского проектного института «Сельхозэнергопроект».
С 1976 по 1982 годы — Инструктор, заместитель заведующего отделом, ответорганизатор Алматинского обкома, ЦК ЛКСМК.
С 1982 по 1991 годы — Инструктор, заместитель заведующего отделом обкома, второй секретарь Ленинского райкома, заведующий отделом Алматинского горкома Коммунистической партии Казахстана.
С 1991 по 1992 годы — Заведующий отделом координационно-кадровой работы Алматинской городской администрации.
С 1993 по 1995 годы — Заместитель Председателя Центральной избирательной комиссии Республики Казахстан.
С 1995 по 1996 годы — Государственный инспектор организационно-контрольного управления Аппарата Президента Республики Казахстан, первый заместитель заведующего отделом территориального развития Аппарата Правительства Республики Казахстан.
С 1996 по 2004 годы — Заведующий Отделом государственной службы и кадровой политики Администрации Президента Республики Казахстан.
С 2004 по 2007 годы — Государственный инспектор, заместитель заведующего Отделом государственного контроля и организационной работы Администрации Президента Республики Казахстан.
С сентябрь 2013 по январь 2016 годы — Руководитель Аппарата Сената Парламента Республики Казахстан.

## Выборные должности, депутатство
С сентябрь 2007 по сентябрь 2013 годы — Депутат Сената Парламента Республики Казахстан, заместитель Председателя Сената Парламента Республики Казахстан. Назначен Указом Президента Республики Казахстан.
Член Национальной комиссии по делам женщин и семейно-демографической политике при Президенте Республики Казахстан.

## Награды
- Медаль «Ерен Еңбегі үшін» (За трудовое отличие) (декабрь 2001 года)[4].
- Орден «Барыс» 3 степени (15 декабря 2009 года)[5].
- Награждён государственными юбилейными медалями Республики Казахстан и др.
- Благодарственное письмо Первого Президента Республики Казахстан.
- Медаль «25 лет независимости Республики Казахстан» (2016)[6].
- Орден «Содружество» (17 апреля 2014 года, Межпарламентская ассамблея СНГ) — за активное участие в деятельности Межпарламентской Ассамблеи и её органов, вклад в укрепление дружбы между народами государств — участников Содружества Независимых Государств[7].
- Почётная грамота Совета МПА СНГ (27 марта 2017 года, Межпарламентская ассамблея СНГ) — за активное участие в деятельности Межпарламентской Ассамблеи и её органов, вклад в укрепление дружбы между народами государств — участников Содружества Независимых Государств[8].